# Horcotes uncinatus
Horcotes uncinatus is een spinnensoort in de taxonomische indeling van de hangmatspinnen (Linyphiidae).
Het dier behoort tot het geslacht Horcotes. De wetenschappelijke naam van de soort werd voor het eerst geldig gepubliceerd in 1945 door Barrows.